# Matt Giteau
Matthew James Giteau (Sydney, 29 de setembre de 1982) és un jugador australià de rugbi que juga en la posició de centre o obertura i actualment juga per al club Toulon. És fill de l'ex jugador de rugbi Ron Giteau.

## Carrera

### Clubs
Giteau va fer el seu debut amb els Brumbies ACT l'any 2001 i va romandre en el club durant 4 temporades en les quals va aconseguir dos títols de Super Rugby els anys 2001 i 2004. L'abril de 2006 es va anunciar el seu fitxatge per Western Force Super Rugbi, per a la temporada 2007, on va romandre dues temporades per realitzar el camí de tornada novament als Brumbies on va jugar dues temporades més. La temporada 2011-2012 Giteau decideix donar un gir a la seva carrera i provar en el vell continent de la mà del Toulon francès en el top 14, un acord que es va endarrerir fins a l'acabament del campionat mundial de 2011. En 2013 es proclama campió de la Heineken Cup en guanyar en la final a Clermont Auvergne per 16-15. La temporada 2013-2014 Giteau i el Toulon aconsegueixen el doblet en proclamar-se campions del top 14 francès davant Castres Olympique per 18-10 i de la Copa d'Europa de rugbi a 15 en vèncer a Saracens per 23-6, amb un assaig del mateix Giteau. A la temporada 2014-15 tornarien a repetir el títol de campions de la Copa d'Europa de rugbi a 15 al tornar a vèncer a Clermont Auvergne a Londres.

### Internacional
La carrera internacional de Giteau va començar ràpidament, ja que el 2002 va ser seleccionat per primera vegada amb els wallabies i el 2003 formava part de l'equip que jugaria la Copa Mundial de Rugbi de 2003 campionat en el qual Austràlia era l'amfitriona i on va perdre la final davant Anglaterra per un resultat de 20-17, on Giteau va sortir com a suplent per ocupar el lloc d'obertura. En 2007, Giteau va ser seleccionat per Austràlia per a la Copa del Món de Rugbi de 2007 disputada a França on va jugar de centre titular convertint-se, amb 40 punts, en el jugador que més punts va aconseguir per al seu país, encara que va acabar lesionat en el partit de quarts de final que el seu equip va perdre contra Anglaterra 10-12. Una vegada acabat el campionat del món, Giteau va ser seleccionat pels Barbarians per ocupar el lloc d'obertura davant Sud-àfrica, que acabava de proclamar-se campiona del món. L'any 2008, el nou entrenador dels Wallabies Robbie Deans va decidir confiar a Giteau el lloc d'obertura titular d'Austràlia, després de la jubilació de Stephen Larkham. L'any 2011 no va ser seleccionat per disputar la Copa del Món de Rugbi de 2011 a Nova Zelanda. Des de 2011 Giteau no ha tornat a la selecció a causa de la normativa de la federació australiana de no seleccionar a jugadors que juguin fora del super XV.

## Palmarès

### Brumbies
- Super Rugbi: 2001, 2004.

### Toulon
- Champions Cup: 2013, 2014, 2015
- Top 14: 2013-14.

### Barbarians
- Seleccionat pels Barbarians.

### Guardons personals
- Nominat com a Millor Jugador del Món el 2004 i 2009.